# ラトガリア人
ラトガリア人（ラトガリアじん、ラトガリア語: latgalīši, ラトビア語: latgalieši）とは、ラトビア人の一派。ラトビアのラトガレおよびロシア連邦のクラスノヤルスク地方、ノボシビルスク州に居住する少数民族。

## 概要

ラトガリア人の旗

ラトガリア人はラトビアのラトガレとロシアにまたがり居住する民族で、ラトガレの先住民族。ラトビア人の下位集団（サブ・ナショナリティ）と見做されている。ラトガリア人が話すラトガリア語は、ラトビア語の方言という位置付けで、スラブ語の影響を受けている。